# Maria da Felicidade do Couto Browne
Maria da Felicidade do Couto Browne (Porto, 10 de janeiro de 1797 – 8 ou 9 de novembro de 1861) foi uma poetisa portuguesa e organizadora de salões literários portuenses. É considerada como uma notável representante do ultrarromantismo português.

## Biografia
Maria da Felicidade do Couto Browne nasceu no Porto, em Portugal, filha de Manuel Martins do Couto e Margarida Máxima Joaquim Guimarães, e foi baptizada em Miragaia (Porto). Ela se casou com Manuel de Clamouse Browne (1790-1857), um rico comerciante de vinho do Porto e fundador da Sociedade Humanitária do Porto, de ascendência irlandesa e francesa. É através deste casamento que a poeta tem acesso ao estudo, uma vez que a sua educação tradicional tinha seguido os moldes associados à classe média, ligados aos cuidados do lar, e era quase analfabeta à data do casamento. Tiveram duas filhas, Júlia de Clamouse Browne, que se casou com Álvaro Ferreira Teixeira Carneiro de Vasconcelos  Girão, o Visconde de Vilarinho de São Romão, e Eulália Ernestina Clamouse Browne, e dois filhos, Manoel de Clamouse Browne (1817-?) e Ricardo de Clamouse Browne (1822/23-1870).
Maria da Felicidade do Couto Browne faleceu em casa, no n.o 57-58 do Largo da Vitória, na freguesia de São Pedro de Miragaia no Porto, a 8 ou 9 de novembro de 1861. Está enterrada no Cemitério da Lapa.

## Carreira
Para ser publicada e resenhada sem preconceitos, Maria da Felicidade do Couto Browne utilizou os pseudônimos 'A Coruja Trovadora' e 'Sóror Dolores', que também utilizou como títulos de suas obras. As obras de Maria da Felicidade do Couto Browne gozaram de grande visibilidade na sociedade portuense da época, no entanto um grande número de exemplares terá sido destruído pelo seu filho, Manoel Browne, depois da morte da autora. Ela colaborou com os periódicos O Bardo, O Nacional, Miscelânea Poética e Almanaque de Lembranças Luso-Brasileiro de Eugénio Tavares. Foi convidada por António Feliciano de Castilho para integrar o seu projeto d'Os Fastos ovidianos em 1859.

### Salões literários
Maria da Felicidade do Couto Browne participou ainda do contexto cultural e literário do Porto através da organização de salões literários na sua casa na sua quinta do Lugar do Choupelo, em Vila Nova de Gaia, onde recebia escritores como Arnaldo Gama Luís de Magalhães, Ricardo Guimarães, Faustino Xavier de Novaes e Camilo Castelo Branco.
A partir de 1849 surgem rumores de um romance entre os Maria Felicidade e Camilo (que se pensa ter sido platónico), motivado por troca de versos no periódico O Nacional. Esta situação causa um escândalo, inicialmente denunciada por carta anónima publicada na Pátria, e leva a que o filho de Maria da Felicidade, Ricardo Browne troque com o escritor "sopapos, chicotadas e bengaladas em público". Este desentendimento leva a que os dois participem num duelo que ocorre anos depois na Afurada; Camilo sai ferido na perna. O autor ter-lhe-á dedicado a obra O Marquês de Torres Novas. Drama em cinco actos (1849). Ter-se-á correspondido com Almeida Garrett, que lhe dedicou alguns poemas.

## Legado
Duas ruas têm o seu nome em Carnide, Lisboa, e em São Domingos de Rana, Cascais.

## Obras
- s.d., década de 1840 – Coruja Trovadora
- 1849 – Sóror Dolores
- 1854 – Vibrações da Madrugada
- 1854 – Sonetos e Poesias Líricas (Sonetos e Letras)